# Sayed Baqer Mir Salimi
Sayed Baqer Mir Salimi (auch Sayed Baqir Agha; * 19. September 1989 in Teheran, Iran) ist ein afghanischer Fußballspieler, der seit der Saison 2014 beim afghanischen Erstligisten De Maiwand Atalan spielt.

## Leben
Salimi kam am 19. September 1989 in Teheran zur Welt. Seine afghanischen Eltern flüchteten vor seiner Geburt aus Helmand in die iranische Hauptstadt. Nachdem er bis zu seinem 18. Lebensjahr im Iran lebte, kehrte Salimis Familie im Jahr 2007 in die Heimatprovinz zurück.

## Karriere
Im Jahr 2013 wechselte Salimi zu De Maiwand Atalan in die Afghan Premier League, der u. a. die Provinz Helmand in der afghanischen Liga vertritt. Zur Saison 2014 wurde er als Nachfolger von Abdul Wahid Noorzai zum Mannschaftskapitän ernannt. Sein erstes Tor erzielte der Stürmer beim 1:1-Unentschieden im Halbfinale gegen Oqaban Hindukush zur zwischenzeitlichen Führung per Elfmeter. Am Ende der Saison belegte De Maiwand Atalan den vierten Platz. Auch in seiner zweiten Saison war Salimi der Kapitän der Mannschaft. Am Ende gewann man nach dem 5:1-Sieg im Spiel um Platz 3 gegen Mawjhai Amu die Bronzemedaille. Der Stürmer erzielte in sechs Spielen zwei Tore. In der Saison 2015 erreichte man sogar das Finale, wo man aber gegen Shaheen Asmayee verlor.

## Erfolge
De Maiwand Atalan
- Afghanischer Vizemeister: 2016
  - Dritter: 2015